# العلاجات النفسية التعبيرية
تُعرف العلاجات النفسية التعبيرية بأنها استخدام الفن في العلاج النفسي، وتتضمن التخصصات المستقلة في العلاج بالفنون التعبيرية والعلاج بالفنون الإبداعية: (العلاج بالفن، والرقص أو الحركة، والدراما، والموسيقى، والكتابة، والشعر، والدراما النفسية(.تقوم العلاجات النفسية التعبيرية على افتراض أن الناس يمكنهم التداوي بوساطة الأنواع المختلفة للتعبير الإبداعي. إذ يؤمن المعالجون التعبيريون بفكرة أنه يمكن للناس -من طريق التعبير الإبداعي واستخدام الخيال- الخوض في تجربة أجسادهم، ومشاعرهم، وعواطفهم، وأفكارهم.

## تاريخها

### السنوات المبكرة
يعد كل من مارجريت نامبورغ وإديث كرامر وهانا كوياتكوفسكا وإلينور أولمان أول من استخدموا مجال العلاج بالفن الحسي. لقد قدم كل من هؤلاء العلماء مساهمات كبيرة بالفعل، لكن مارغريت نامبورغ تعد «أم العلاج بالفن». لقد ركز عملها على استخدامات الفن، وبنحو أساسي أداةً للتشخيص النفسي. لقد تابعت عن كثب ممارسات التحليل النفسي الأخرى المستخدمة في ذلك الوقت، وكان يُنظر إليها على أنها تحاور الأفكار والعواطف اللاواعية التي كان المريض يعبر عنها.

## المنهج الحديث
ينقسم العلاج بالفن اليوم إلى ثلاثة مناهج مختلفة: العلاج الديناميكي النفسي، والإنساني، والعلاج بالتعلم أو التطوري. يستخدم النهج الديناميكي النفسي مصطلحات، مثل «النقل» وآلية الدفاع، لمعرفة: لماذا يعبر الأفراد عن فنهم بهذه الطريقة تحديدًا؟ ولماذا يعد تعبيرًا عن العقل الباطن؟
يميل النهج الإنساني أكثر إلى نهج علم النفس الإيجابي، ويُعرّف بأنه نظرة متفائلة للبشر، والكيفية التي يسمح لهم بها الفن التعبيري بالسيطرة على هذه المشاعر. أما النهج التعلمي والتطوري فهو يركز على العلاج بالفن وسيلةً لمساعدة الأطفال الذين يعانون من إعاقات عاطفية ومشكلات في نشوئهم وتطورهم.

## أنواع العلاج بالفنون الإبداعية
توجد ست طرائق للعلاج بالفنون الإبداعية، معترف بها من قبل NCCATA، وتتضمن العلاج بالفن، وبالرقص، وبالدراما، وبالموسيقى، وبالشعر، وبالدراما النفسية.

### علاج بالفن
أنشئ العلاج بالفن في الأربعينيات من القرن الماضي، وهو مزيج من العلاج النفسي والفن. تمثل العملية الإبداعية والقطعة الفنية التي أنشئت أساسًا لاستكشاف الذات، وفهمها، وتقبلها، ومن ثم التداوي والتطور الذاتي. وهكذا يمكن النظر إلى العمل الإبداعي في العلاج وسيلةً لإعادة خوض الصراع الداخلي بثبات. الأنواع الأربعة الرئيسية هي: التعبير، والتخيل، والمشاركة الفعالة، والاتصال بين العقل والجسد. ويمكنه مساعدة المصابين بالاكتئاب وسرطان الثدي والربو، إذ يمكن إجراء العلاج بالفن في أي عمر ولا يتطلب مهارات مصقولة. أُجريت أبحاث مكثفة على العلاج بالفن وأظهرت أنه يقلل من القلق ويزيد من فهم الذات وجودة الحياة ويقلل من الأفكار السلبية.
يمتلك العلاج بالفن هدفين رئيسيين: لتعزيز الأهداف الشخصية والعلائقية لمن يحتاج إلى هذا، ويقال أيضًا إن الثقة بالنفس، والمهارات الاجتماعية، والوظائف المعرفية... كلها مجالات تقع ضمن نطاق اهتمامات العلاج بالفن.
إن المعالج بالفن المتخصص ضروري لكي يُضمن التحسن، ولكن العلاج بالفن شائع، لأنه حتى التحدث عن الصدمة مع صديق ما يمكن أن يكون كافيًا للمساعدة.

### العلاج بالرقص أو الحركة
مثل طرق العلاج الأخرى بالفنون الإبداعية، يعتمد العلاج بالرقص أو الحركة على افتراض أن «العقل والجسد والروح لا ينفصلون عن بعضهم بعضًا ومترابطون». (ADTA)الحركة هي الأداة الأساسية في جلسة العلاج، لكن العلاج بالرقص/ الحركة يستخدم أيضًا فن المسرح (الدراما) في العلاج. ومثل علاجات الفنون الإبداعية الأخرى، فإنه يستخدم التواصل غير اللفظي بنحو أساسي. أثبت العلاج بالرقص والحركة أنه أكثر فائدة لأولئك الذين يستمتعون بالتمارين التي تنطوي على قدرة أقل على التحدث لكن التعبير من طريق الحركات.

### العلاج بالدراما
يشير العلاج بالدراما إلى الجمع بين تخصصي الدراما/المسرح والعلاج النفسي. باعتباره مزيجًا من كلا التخصصين، يستخدم تقنيات المسرح لعلاج الأفراد الذين يعانون من اضطرابات الصحة العقلية والإدراك والنمو. من طريق فن التمثيل والتظاهر، يكتسب المرضى منظورًا في العلاج لتجاربهم الحياتية، التي يشار إليها في هذا المجال «المسافة الجمالية«.

### العلاج بالموسيقى
يعرف العلاج بالموسيقى بأنه استخدام الموسيقى أو تأليفها أو غيرها من الأمور المتعلقة بالموسيقى ضمن العلاج النفسي. العلاج بالموسيقى مجال واسع يحتوي العديد من التفرعات والأقسام للتخصص فيها. وهو ممارسة شاملة تمكننا من معالجة الاحتياجات أو الرغبات العاطفية/النفسية، والمعرفية، والتواصلية، والحركية، والحسية، وللألم، والاجتماعية، والسلوكية، ولإنهاء الحياة، وحتى الاحتياجات الروحية. يرجع هذا جزئيًا إلى كون الموسيقى تتفاعل عند استقبالها مع عدة أجزاء من الدماغ. يساعد العلاج بالموسيقى المرضى على «التواصل والتعامل مع التجارب الصعبة وتحسين الأداء الحركي أو الإدراكي (Jenni Rook)». MT-BC، LCPC،2016 ، وتعد تمثيلًا رمزيًا وتعبيرًا عن العالم الداخلي للفرد.
يُستفاد من العلاج بالموسيقى أيضًا في مجموعة واسعة من الاضطرابات، مثل الاضطرابات القلبية والعقلية. فهو يساعد الذين يعانون من الاكتئاب والقلق والتوحد ومدمنين المخدرات والزهايمر. وفي الحالات التي يعاني فيها الشخص من اضطرابات عقلية، تخفف الموسيقى من التوتر، وتحسن احترام الذات وما إلى ذلك. أظهرت الأدلة أن الأشخاص الذين استخدموا العلاج بالموسيقى تحسنوا في العديد من جوانب الحياة التي لا تتعلق فقط بأولئك الذين يعانون من الأمراض العقلية. إذ إن العلاج بالموسيقى قد يحسن من غناء الأشخاص مما يؤثر في قدرتهم على الكلام. لذلك، يمكن أن يغير العديد من جوانب الحياة، وليس فقط تلك المتعلقة بالأمراض العقلية.

### العلاج بالشعر
يختلف العلاج بالشعر -يشار إليه أيضًا بالعلاج بالكتابة- عن علاجات الفنون الإبداعية الأخرى، التي تستند جميعها إلى افتراض وجود لغة تعمل دون كلمات. ومع ذلك، فإن العلاج بالشعر هو استخدام الكلمة المكتوبة لتحقيق التداوي والنمو الشخصي.

### العلاج بالدراما النفسية
الدراما النفسية شكل مميز من أشكال العلاج النفسي، طوره جاكوب إل مورينو، في أوائل القرن العشرين. كان هدف مورينو، وهو طبيب نفسي مدرب، أن ينشئ شكلًا من العلاج النفسي أكثر فاعلية وقائمًا على أفعال مادية. في وقت لاحق، عدَّله مؤلفون آخرون وفقًا لـ Sigmund Freud و C.Gجونغ. وطوروا هيكلًا واضحًا في العلاج يتضمن ثلاث مراحل (الإحماء، والعمل، والمشاركة)، إضافةً إلى طرق التدخل المتعددة التي لا يزال يستخدمها معالجو الدراما النفسية حتى يومنا هذا.
على الرغم من ارتباط العلاج بالدراما النفسية والعلاج بالدراما، فإنهما يصفان طرائق مختلفة في مجال العلاج بالفنون الإبداعية. تستخدم الدراما النفسية تجارب من الحياة الواقعية للمرضى في العلاج «لممارسة أدوار وسلوكيات جديدة وأكثر فاعلية«(ASGPP) ، بينما يتيح العلاج الدرامي للمرضى استكشاف وتجربة المزيد من القصص الخيالية، مثل المشاهد المرتجلة أو الأساطير أو القصص الخيالية.

## الفوائد

### اكتشاف الذات
غالبًا ما يؤدي هذا الاكتشاف إلى تخفيف التوتر العاطفي الناجم عن الأحداث الماضية، ويمكن استخدامه آليةً للتكيف.

### التمكين
يمنح العلاج بالفن الأفراد القدرة على التعبير عن مخاوفهم وضغوطهم بطريقة غير تقليدية، وغالبًا ما يؤدي إلى الشعور بالسيطرة على هذه المشاعر.

### تخفيف التوتر
إنه فعال في تخفيف التوتر في حد ذاته، ولكن يمكنه تقديم نتائج أفضل إذا جرى ربطه بأجهزة استرخاء أخرى، مثل التصوير الموجه.

### تخفيف الآلام الجسدية وإعادة التأهيل
ثبُت أن العلاج بالفن يساعد على تقليل الألم لدى المرضى الذين يتعافون من المرض والإصابة. استُخدم أيضًا مع المرضى المصابين بأمراض مزمنة أو عضال، لتوفير الراحة والسيطرة على الألم.